# Ochterus rotundus
Ochterus rotundus är en insektsart som beskrevs av Polhemus 1976. Ochterus rotundus ingår i släktet Ochterus och familjen Ochteridae. Inga underarter finns listade i Catalogue of Life.